# Inherent Vice (phim)
Inherent Vice là tên một bộ phim hài bí ẩn tân cổ điển biên niên sử của Hoa Kỳ năm 2014 do Paul Thomas Anderson đồng viết kịch bản và đạo diễn dựa trên cuốn tiểu thuyết cùng tên năm 2009 của nhà văn Thomas Pynchon. Tác phẩm có sự góp mặt của dàn diễn viên nổi tiếng thành công trong bộ môn nghệ thuật thứ bảy như Joaquin Phoenix, Josh Brolin, Owen Wilson, Katherine Waterston, Eric Roberts, Reese Witherspoon, Benicio del Toro, Jena Malone, Hồng Châu, Joanna Newsom, Jeannie Berlin, Maya Rudolph, Michael K. Williams và Martin Short. Lấy bối cảnh Los Angeles vào cuối những năm 1970, phim theo chân Larry "Doc" Sportello - một tay thám tử hippie nghiện ngập bị lôi kéo vào thế giới ngầm tội phạm trong quá trình điều tra ba vụ án liên quan đến sự mất tích của người phụ nữ từng là bạn gái cũ của mình.
Kịch bản phim bắt đầu triển khai kể từ năm 2010 và đây cũng chính là cuốn tiểu thuyết đầu tiên của Pynchon được chuyển thể lên màn ảnh. Dự án đánh dấu lần hợp tác thứ hai giữa Anderson và Joaquin Phoenix cùng với sự tham gia của một số cộng tác viên định kỳ của vị đạo diễn này. Inherent Vice ra mắt thế giới lần đầu tại Liên hoan phim New York vào ngày 4 tháng 10 năm 2014 và bắt đầu chiếu rạp hạn chế trong lãnh thổ Hoa Kỳ gần cuối năm sau đó.
Giới chuyên môn dành phần lớn thiện cảm cho bộ phim, nhiều lời khen tập trung chủ yếu vào màn hóa thân của dàn diễn viên, phục trang và nội dung. Tuy nhiên một số cây bút lại chỉ trích cốt truyện quá phức tạp so với thời lượng kéo dài hơn hai tiếng đồng hồ. Ngoài ra, tác phẩm còn là sự thất bại phòng vé nhẹ trong năm của hãng Warner Bros. khi hụt vốn hơn 1/4 so với tổng kinh phí đầu tư 20 triệu Mỹ kim.
Bất chấp vài ý kiến trái chiều và lỗ doanh thu, bộ phim vẫn được giới hàn lâm đánh giá cao khi góp mặt vào hàng loạt đề cử giải thưởng điện ảnh lớn nhỏ. Trong đó có hai đề cử giải Oscar danh giá và một hạng mục nam diễn viên chính xuất sắc nhất dành cho Phoenix tại lễ trao giải Quả Cầu Vàng lần thứ 72. Ủy ban Quốc gia về Phê bình Điện ảnh bình chọn đây là một trong mười phim xuất sắc nhất năm và vài chuyên gia còn cho rằng Inherent Vice mang hơi hướng của một thước phim kinh điển. Đến năm 2016, tác phẩm tiếp tục lọt vào danh sách 100 bộ phim hay nhất đầu thế kỷ 21 do các nhà phê bình quốc tế bình chọn.

## Cốt truyện
Năm 1970, Shasta Fay Hepworth đến thăm ngôi nhà bên bờ biển của bạn trai cũ - Larry "Doc" Sportello, một gã thám tử hippie ở bãi biển Gordita, hạt Los Angeles. Cô kể cho hắn nghe về người tình mới của mình - Michael Z. "Mickey" Wolfmann, nhà phát triển bất động sản giàu có và nhờ hắn giúp ngăn bà vợ ngoại tình của Mickey tống người yêu mình vô nhà thương điên.
Doc đến gặp Tariq Khalil - một thành viên của Gia tộc du kích đen, kẻ đã thuê hắn đi tìm Glen Charlock, y thuộc Hội huynh đệ Aryan là người mà Doc đã từng gặp trong tù, kẻ này nợ tiền hắn trước đó và đồng thời cũng là một trong những vệ sĩ của Wolfmann. Sau đó Doc đến thăm dò dự án Channel View Estates của người tình bạn gái cũ, gia nhập vào công việc kinh doanh trong trung tâm mua sắm thoát y đang phát triển, rồi lần mò đến một tiệm mát-xa, nơi hắn gặp Jade. Lúc tìm kiếm đối tượng Charlock trong khuôn viên, Doc bất ngờ bị hành hung bằng gậy bóng chày rồi gục xuống. Tỉnh dậy bên ngoài, hắn thấy mình nằm cạnh xác chết của Charlock và bị cảnh sát vây kín. Khi bị thám tử Christian F. "Bigfoot" Bjornsen của LAPD thẩm vấn, Doc mới biết Mickey đã biến mất. Luật sư Sauncho Smilax dàn xếp thỏa thuận để LAPD trả tự do cho hắn.
Vài ngày sau, Hope Harlingen đến gặp Doc, bà mẹ này từng nghiện heroin đang vật lộn tìm kiếm người chồng Coy mất tích. Mặc dù được thông báo Coy đã chết, Harlingen tin rằng chồng mình vẫn còn sống do xuất hiện khoản tiền gửi lớn vào tài khoản ngân hàng của cô. Nhân viên xoa bóp Jade để lại cho Doc lời nhắn xin lỗi vì đã gài bẫy hắn với cảnh sát rồi cảnh báo "hãy cẩn thận với Nanh Vàng." Bán tín bán nghi, Doc hẹn gặp Jade trong con hẻm nhỏ và biết được Nanh Vàng thực chất là hoạt động buôn lậu ma túy xuyên quốc gia. Jade giới thiệu Doc với Coy, kẻ nói với hắn rằng anh đang lẩn trốn ở ngôi nhà tại Topanga Canyon. Coy chính là người chỉ điểm cung cấp thông tin cho cảnh sát về đường dây buôn bán và lo sợ tính mạng đang bị đe dọa, anh chỉ muốn trở về với vợ con của mình. Trong một cuộc gặp gỡ, Doc bàn chuyện với Sauncho, luật sư kể cho hắn nghe về chiếc thuyền đáng ngờ - Golden Fang. Lần cuối ra khơi, bạn gái cũ (Shasta) của hắn đã ở trên tàu. Nhờ tấm bưu thiếp từ cô, Doc tìm thấy một tòa nhà lớn có hình chiếc răng nanh vàng dẫn lối hắn đến gặp nha sĩ Rudy Blatnoyd, hai người chuyện trò một lúc, cùng chơi ma túy rồi quậy đến suýt chút nữa là bị cảnh sát tóm.
Một hôm, thám tử Bigfoot gọi cho Doc báo tin thi thể Blatnoyd vừa được tìm thấy với vết cắn trên cổ. Cuối cùng Bigfoot quyết định giúp Doc tìm Coy và bảo hắn lùng sục quanh khu Puck Beaverton ở Chryskylodon - một viện tâm thần được điều hành bởi giáo phái có dính dáng với Nanh Vàng. Tại đó, Doc tìm thấy Mickey, y đang bị FBI theo dõi. Người tình bạn gái cũ nói với hắn rằng ông cảm thấy tội lỗi vì những tiêu cực mà công việc kinh doanh bất động sản đã gây ra và muốn cho từ thiện hết số tiền của mình, rồi còn tỏ ra là thành viên hạnh phúc của giáo đoàn. Khi trở về nhà, Doc bất chợt nhìn thấy Shasta đứng ngay cửa và hờ hững với những rắc rối mà cô đã gây ra. Shasta cho biết Mickey lựa chọn quay về với vợ và thú nhận đã lên chiếc Golden Fang cùng ông trong "chuyến du lịch kéo dài ba giờ". Cô còn bị tất cả bạn bè của Mickey lợi dụng tình dục, khoe khoang về những thứ làm trên thuyền để khiêu khích Doc giở trò quan hệ thô bạo, rồi lại bảo rằng đừng nghĩ cô sẽ quay lại với hắn.
Penny Kimball - trợ lý luật sư quận đang có quan hệ tình cảm với Doc, đưa cho hắn cả xấp hồ sơ bảo mật để từ đó Doc mới phát hiện ra chính LAPD đã trả tiền cho kẻ cho vay nặng lãi Adrian Prussia để giết người và một trong những nạn nhân của gã là đối tác cũ của Bigfoot. Prussia bị ràng buộc với Nanh Vàng, và Doc biết Charlock có liên quan đến một thỏa thuận, đó là lý do tại sao anh ta bị thủ tiêu. Vài ngày sau, Doc đến gặp Adrian, kẻ này bị ám ảnh với gậy bóng chày, nói chuyện một hồi thì hắn bị quân của Adrian - Puck, đánh thuốc mê và còng tay lên cột nhà. Doc xoay xở trốn thoát rồi giết hết cả hai gã Puck và Adrian. Chạy xuống tầng hầm, Bigfoot xuất hiện, giải cứu Doc và đưa về nhà. Sau đó hắn phát hiện ra mình đã bị gài bẫy, Bigfoot đặt 20 kg heroin vào cốp xe của hắn rồi đi đồn khắp nơi. Doc sắp xếp trả lại ma túy cho Nanh Vàng để đổi lấy tự do cho Coy. Trong những thước phim cuối cùng, Doc và bạn gái cũ lái xe cùng nhau, hắn lặp lại lời Shasta nói trước đó, điều này không có nghĩa là họ sẽ quay lại với nhau.

## Diễn viên
| - Joaquin Phoenix trong vai Larry "Doc" Sportello - Josh Brolin trong vai trung úy Christian F. "Bigfoot" Bjornsen - Owen Wilson trong vai Coy Harlingen - Katherine Waterston trong vai Shasta Fay Hepworth - Reese Witherspoon trong vai phó công tố quận Penny Kimball - Benicio del Toro trong vai Sauncho Smilax, Esq. - Jena Malone trong vai Hope Harlingen - Joanna Newsom trong vai Sortilège, cũng là người kể chuyện - Jordan Christian Hearn trong vai Denis - Hồng Châu trong vai Jade - Jeannie Berlin trong vai Dì Reet - Maya Rudolph trong vai Petunia Leeway - Michael Kenneth Williams trong vai Tariq Khalil - Michelle Sinclair trong vai Clancy Charlock - Martin Short trong vai tiến sĩ Rudy Blatnoyd, D.D.S. - Sasha Pieterse trong vai Japonica Fenway | - Martin Donovan trong vai Crocker Fenway - Eric Roberts trong vai Michael Z. "Mickey" Wolfmann - Jillian Bell trong vai Chlorinda - Serena Scott Thomas trong vai Sloane Wolfmann - Yvette Yates trong vai Luz - Andrew Simpson trong vai Riggs Warbling - Jefferson Mays trong vai tiến sĩ Threeply, Viện Chryskylodon - Keith Jardine trong vai Puck Beaverton - Peter McRobbie trong vai Adrian Prussia - Sam Jaeger trong vai đặc vụ FBI Flatweed - Timothy Simons trong vai đặc vụ FBI Borderline - Samantha Lemole trong vai mẹ của Nanh Vàng - Madison Leisle trong vai con gái Nanh Vàng - Matt Doyle trong vai cha của Nanh Vàng - Liam Van Joosten trong vai con của Nanh Vàng |

## Sản xuất

### Phát triển
Trong những tháng cuối năm 2010, giới truyền thông bắt đầu đưa tin Anderson muốn đem tác phẩm Inherent Vice của nhà văn Thomas Pynchon lên màn ảnh. Thời điểm đó ông đang soạn bản thảo và bắt đầu viết kịch bản sau khi dự án The Master bị xếp xó vô thời hạn nhiều tháng trước. Đạo diễn ban đầu đã chuyển thể toàn bộ từng câu một trong cuốn tiểu thuyết dài 384 trang, cách làm này khiến ông dễ dàng cắt bớt kịch bản so với cuốn sách. Vào tháng 2 năm 2011, Anderson đã viết xong bản thảo đầu tiên và hoàn thành hơn nửa chặng đường với bản thứ hai. Ban đầu nội dung văn bản không đề cập đến người dẫn chuyện nhưng nhân vật Sortilège sau đó được giao đảm nhận luôn phần giọng nói tường thuật. Đến tháng 9 năm 2012, Anderson cho biết ông vẫn đang soạn kịch bản nhưng hy vọng có thể đưa Inherent Vice vào sản xuất và tiếp tục hoạt động trong vài năm nữa.
Đây là thước phim chuyển thể đầu tiên từ tiểu thuyết của tác giả Thomas Pynchon, Anderson mô tả nó "giống như một bộ phim của cặp đôi Cheech & Chong". Nhiều năm trước, Anderson cân nhắc đến việc chuyển thể cuốn Vineland năm 1990 cũng của Pynchon nhưng lại không thể tìm ra phương án khả thi. Khi Inherent Vice ra mắt độc giả, ông bị cuốn hút rồi sau đó viết kịch bản phim đồng thời với The Master. Anderson quyết định thay đổi thông tin đáng kể trong phần kết so với nguyên tác và mô tả tác phẩm là "thứ được chấm bút sâu sắc và uyên thâm đẹp đẽ xen lẫn với những trò đùa khinh miệt ngớ ngẩn hay nhất mà bạn có thể tưởng tượng." Đạo diễn lấy nguồn cảm hứng từ những bộ phim kinh điển như Kiss Me Deadly, The Big Sleep, The Long Goodbye của Raymond Chandler và cuối cùng là Up in Smoke của bộ đôi Cheech & Chong. Anderson cho biết ông đã cố gắng nhồi nhét nhiều câu chuyện cười lên màn ảnh giống như cái cách mà Pynchon nhét vào từng trang sách, chuyện đùa trực quan và mánh lới được lấy cảm hứng từ những trò giả mạo hài hước theo phong cách bộ ba Zucker, Abrahams và Zucker trong những bộ phim Police Squad!, Top Secret!, and Airplane!. Ngoài ra, vị đạo diễn cũng sử dụng bộ truyện tranh ngầm Fabulous Furry Freak Brothers như thứ mà ông mô tả là "kinh thánh nghiên cứu" vô giá trong quá trình viết.

### Tuyển vai
Nam diễn viên Robert Downey Jr. được cho là quan tâm đến vai Larry "Doc" Sportello và đang lên kế hoạch bấm máy vào mùa thu năm 2011 kể từ khi ông rời dự án Oz the Great and Powerful. Đến cuối năm, Downey Jr. tuyên bố kế hoạch hợp tác "có lẽ là sự thật". Đầu năm 2013 xuất hiện thông tin cho rằng Joaquin Phoenix đang đàm phán xuất diễn và cuối cùng Downey Jr. bỏ qua vai này. Sau đó Downey Jr. lại cho biết vị đạo diễn muốn thực hiện phim với Phoenix vì ông đã quá già.
Vào tháng 5 năm 2013, báo chí đưa tin Benicio del Toro, Owen Wilson, Reese Witherspoon, Martin Short và Jena Malone đang thảo luận để tham gia bộ phim. Sau đó, Josh Brolin chính thức gia nhập dự án và Katherine Waterston xác nhận sẽ vào vai nữ chính. Trong suốt hai tháng sau, truyền thông tiếp tục cập nhật Peter McRobbie,Sasha Pieterse và Timothy Simons sẽ đảm nhận những vai nhỏ. Đầu mùa đông cùng năm, Michael K. Williams xuất hiện trong danh sách dàn nhân lực của tác phẩm.
Đến tháng 9 năm 2014, các trang báo mạng loan tin Thomas Pynchon có thể nhận vai khách mời trong phim, Anderson không xác nhận điều này vì lý do vị nhà văn lựa chọn tránh xa sự chú ý của công chúng. Tuy nhiên Josh Brolin, một trong những ngôi sao của phim, ít thận trọng hơn khi cho biết thông tin trên chính xác và tuyên bố Pynchon đang ở trường quay nhưng không ai nhận ra vì ông ấy đứng ở trong góc.

### Quay phim
Quá trình quay phim chính thức bắt đầu vào tháng 5 năm 2013, vài thông tin trên báo cho biết khoảng thời gian làm việc sẽ kéo dài đến ngày 2 tháng 8. Giấy phép hoạt động được cấp tại bang California bao gồm nhà kho ở thung lũng San Fernando, cửa hàng trên đại lộ Slauson, địa điểm ghi hình cảnh lái xe diễn ra ở công viên Canoga, những con đường hẻm núi phía trên Malibu và nhà kho ở khu phố Tàu. Đến tháng 6 năm 2013, đoàn làm phim tiếp tục quay ở Pasadena, trên con tàu lớn American Pride nằm ở thành phố Long Beach.
Bối cảnh qua mô tả là hỗn loạn có tổ chức, nhưng dàn diễn viên cảm thấy được bảo vệ khi họ chấp nhận rủi ro lớn. Nam diễn viên khách mời Martin Short nói rằng "Nếu bạn đang làm việc với một đạo diễn tuyệt vời, bạn sẽ cảm thấy rất, rất, rất an toàn vì  biết rằng tất cả các quyết định sẽ được đưa ra sau nhiều tháng trời trong phòng biên tập phim." Ngoài ra, Jena Malone cho biết thêm: "đó là quy trình rất có cấu trúc" và "sự hỗn độn chỉ có thể đến từ cơ sở hợp lý, vững chắc bởi vì bạn phải biết mình sẽ quay cuồng từ đâu. Luận lý trở thành hỗn loạn và hỗn loạn trở thành luận lý."
Theo Katherine Waterston, đạo diễn Anderson không có mục tiêu rõ ràng trên phim trường nhưng điều này không tạo thêm cảm giác lộn xộn. Brolin trả lời trong một cuộc phỏng vấn: "Thật điên rồ, hỗn loạn nhưng thực sự, thực sự hài lòng... điều kỳ lạ ở đây là thiếu sự giả tạo" nhưng Anderson sẽ làm việc với các diễn viên khi họ cảm thấy có điều gì đó không ổn. Sasha Pieterse tâm sự đạo diễn cho phép "tự do và linh hoạt để thực sự nhập tâm vào nhân vật của chính mình và định hình bối cảnh". Bên cạnh đó, Owen Wilson nói thêm: "Đôi khi tôi không nhất thiết phải biết mình đang làm gì. Chúng tôi được khuyến khích thực hiện bất cứ thứ gì."

### Nhạc nền
Nhạc phim Inherent Vice do nghệ sĩ guitar Jonny Greenwood của ban nhạc Radiohead sáng tác, được thu âm với dàn nhạc giao hưởng hoàng gia ở London. Đây là lần hợp tác thứ ba giữa Greenwood và Anderson, sau hai bộ phim There Will Be Blood và The Master.
Bản nhạc bao gồm phiên bản ca khúc chưa phát hành của nhóm Radiohead - "Spooks", do Greenwood và các thành viên Supergrass trình bày. Greenwood cho biết bài hát này là "một ý tưởng nửa vời mà chúng tôi chưa bao giờ thực hiện trực tiếp", ông mô tả nó như một bản mô phỏng theo nhóm nhạc Pixies và thể loại âm thanh lướt sóng. Ngoài ra, nhạc nền còn bao gồm các đĩa đơn từ cuối những năm 1960 và đầu những năm 1970 của Neil Young, Can và The Marketts. Công ty thu âm Nonesuch Records chịu trách nhiệm phát hành vào ngày 16 tháng 12.

## Phát hành
Inherent Vice ra mắt lần đầu tiên với tư cách là tâm điểm tại Liên hoan phim New York vào ngày 4 tháng 10 năm 2014. Bộ phim phát hành giới hạn hai tháng sau đó trước khi được công chiếu rộng rãi tại 645 rạp vào ngày 9 tháng 1 năm 2015.
Tác phẩm thu về 8 triệu đô la Mỹ trong nước và 6.6 triệu đô la Mỹ ở các vùng lãnh thổ khác trên thế giới. Bất chấp nhiều đánh giá tích cực từ giới chuyên môn đã đẩy tổng doanh thu cuối cùng của phim lên ngưỡng 14.6 triệu Mỹ kim, Inherent Vice vẫn còn thiếu khoảng 6 triệu đô để thu hồi đủ vốn.

## Đón nhận
Inherent Vice nhận về nhiều đánh giá tích cực kể từ thời điểm phát hành, các nhà phê bình khen ngợi về diễn xuất trong phim, đặc biệt là màn nhập vai của Joaquin Phoenix, Josh Brolin và Katherine Waterston trong khi vài cây bút khác tỏ ra thất vọng vì cốt truyện phức tạp. Trên Rotten Tomatoes, bộ phim có tỷ lệ phê duyệt là 73% dựa trên 251 bài bình luận, với điểm trung bình là 7.2/10. Nhìn chung các nhà phê bình đều đồng thuận ở nội dung: "Inherent Vice có thể gây khó chịu đối với những khán giả yêu cầu tính rành mạch tuyệt đối, nhưng nó vẫn xứng đáng với tác phẩm gốc vốn được đánh giá cao – và sẽ làm hài lòng nhiều người hâm mộ đạo diễn P.T. Anderson." Trên Metacritic, phim có số điểm bình quân gia quyền là 81/100, dựa trên 43 nhà phê bình, cho thấy "sự tán dương rộng rãi".
Cây bút Ethan Alter của Tạp chí Điện ảnh Quốc tế nhận xét bộ phim "gây bối rối, đầy thách thức và luôn độc đáo." Nhà phê bình Matt Patches của IGN chấm 8.9/10 điểm và nhận định: "Không có gì chắc chắn cả - một cảm giác thỏa mãn đáng ngạc nhiên đòi hỏi phải xem lại. Có quá nhiều, quá nhiều điều cần tiếp thu, và tất cả những tiếng cười mà Anderson chồng chất lên chủ đề nghĩa là có vô vàn thứ để bỏ lỡ. Inherent Vice thuộc dòng hạt cao cấp: Khiêu khích, vui nhộn và thứ giống kỳ lạ của riêng nó." Ngoài ra, Adam Chitwood của trang web Collider đã gọi đây là một trong mười bộ phim hay nhất năm 2014.
Phim nằm ở vị trí thứ 75 trong một cuộc khảo sát do 177 nhà phê bình lựa chọn của đài BBC thực hiện vào năm 2016 nhằm xác định 100 phim hay nhất thế kỷ 21 tại thời điểm đó.

### Danh sách Tốp 10
Inherent Vice được liệt kê trong hàng loạt danh sách mười phim hay nhất năm 2014 của nhiều nhà phê bình.
- Hạng 1: Drew McWeeny, HitFix
- Hạng 1: Glenn Kenny & Matt Zoller Seitz, RogerEbert.com
- Hạng 1: Ben Kenigsberg, The A.V. Club
- Hạng 1: Jordan Raup, The Film Stage
- Hạng 2: RogerEbert.com
- Hạng 2: J. Hoberman, Artforum
- Hạng 2: Sasha Stone, Awards Daily
- Hạng 2: Marlow Stern, The Daily Beast
- Hạng 2: David Ehrlich, Little White Lies
- Hạng 2: Mark Olsen, Los Angeles Times
- Hạng 3: Keith Phipps, The Dissolve
- Hạng 3: The Guardian
- Hạng 3: Elizabeth Weitzman, New York Daily News
- Hạng 3: Kristopher Tapley, HitFix
- Hạng 3: Andrew O'Hehir, Salon
- Hạng 4: Scott Foundas, Variety
- Hạng 5: Wesley Morris, Grantland
- Hạng 5: Brian Tallerico, RogerEbert.com
- Hạng 5: Adam Chitwood, Collider
- Hạng 5: Gregory Ellwood, HitFix
- Hạng 5: Kimberly Jones, Austin Chronicle
- Hạng 6: Jake Coyle, Associated Press
- Hạng 6: Alison Willmore, BuzzFeed
- Hạng 7: Cahiers du Cinéma
- Hạng 8: Ty Burr, The Boston Globe
- Hạng 9: William Bibbiani, CraveOnline
- Hạng 9: Sight & Sound
- Hạng 9: David Ansen, The Village Voice[53]
- Hạng 9: Betsy Sharkey, Los Angeles Times (đồng hạng với phim A Most Violent Year)
- Hạng 10: Eric Kohn, IndieWire
- Hạng 10: Harry Knowles, Ain't It Cool News
- Hạng 10: Joshua Rothkopf, Time Out New York
- Hay nhất năm 2014 (được liệt kê theo thứ tự abc, không xếp hạng): Manohla Dargis, The New York Times

## Thành tựu
| Giải thưởng                                | Hạng mục                                          | Người nhận                | Kết quả      | Ref           |
| ------------------------------------------ | ------------------------------------------------- | ------------------------- | ------------ | ------------- |
| Giải Oscar                                 | Kịch bản chuyển thể xuất sắc nhất                 | Paul Thomas Anderson      | Đề cử        | [ 54 ]        |
| Giải Oscar                                 | Thiết kế phục trang xuất sắc nhất                 | Mark Bridges              | Đề cử        | [ 54 ]        |
| Biên tập viên điện ảnh Hoa Kỳ              | Biên tập xuất sắc nhất – Hài kịch hoặc ca nhạc    | Leslie Jones              | Đề cử        | [ 55 ]        |
| Hiệp hội giám đốc nghệ thuật               | Thiết kế sản xuất xuất sắc nhất cho phim cổ trang | David Crank               | Đề cử        | [ 56 ]        |
| Hiệp hội phê bình phim trực tuyến Boston   | Mười bộ phim hay nhất năm                         | Mười bộ phim hay nhất năm | Đoạt giải    | [ 57 ]        |
| Hội phê bình phim Boston                   | Âm nhạc trong phim hay nhất                       | Jonny Greenwood           | Đoạt giải    | [ 58 ]        |
| Hiệp hội phê bình phim trung tâm Ohio      | Nam diễn viên phụ xuất sắc nhất                   | Josh Brolin               | Á quân (hòa) | [ 59 ] [ 60 ] |
| Hiệp hội phê bình phim trung tâm Ohio      | Kịch bản chuyển thể hay nhất                      | Paul Thomas Anderson      | Đề cử        | [ 59 ] [ 60 ] |
| Hiệp hội thiết kế trang phục               | Phim cổ trang xuất sắc                            | Mark Bridges              | Đề cử        | [ 61 ]        |
| Giải Lựa chọn của giới phê bình điện ảnh   | Nam diễn viên phụ xuất sắc nhất                   | Josh Brolin               | Đề cử        | [ 62 ]        |
| Giải Lựa chọn của giới phê bình điện ảnh   | Kịch bản chuyển thể hay nhất                      | Paul Thomas Anderson      | Đề cử        | [ 62 ]        |
| Giải Lựa chọn của giới phê bình điện ảnh   | Chỉ đạo nghệ thuật xuất sắc nhất                  | David Crank Amy Wells     | Đề cử        | [ 62 ]        |
| Giải Lựa chọn của giới phê bình điện ảnh   | Thiết kế trang phục đẹp nhất                      | Mark Bridges              | Đề cử        | [ 62 ]        |
| Hiệp hội phê bình phim Denver              | Phim hay nhất                                     | Inherent Vice             | Đề cử        | [ 63 ] [ 64 ] |
| Hiệp hội phê bình phim Denver              | Đạo diễn xuất sắc nhất                            | Paul Thomas Anderson      | Đề cử        | [ 63 ] [ 64 ] |
| Hiệp hội phê bình phim Denver              | Nam diễn viên phụ xuất sắc nhất                   | Josh Brolin               | Đề cử        | [ 63 ] [ 64 ] |
| Hiệp hội phê bình phim Denver              | Nữ diễn viên phụ xuất sắc nhất                    | Katherine Waterston       | Đề cử        | [ 63 ] [ 64 ] |
| Hiệp hội phê bình phim Denver              | Kịch bản chuyển thể hay nhất                      | Paul Thomas Anderson      | Đoạt giải    | [ 63 ] [ 64 ] |
| Hiệp hội phê bình phim Denver              | Điểm cao nhất                                     | Jonny Greenwood           | Đề cử        | [ 63 ] [ 64 ] |
| Giải Tinh thần độc lập                     | Giải Robert Altman                                | Giải Robert Altman        | Đoạt giải    | [ 65 ]        |
| Hiệp hội phê bình phim Georgia             | Kịch bản chuyển thể hay nhất                      | Paul Thomas Anderson      | Đề cử        | [ 66 ] [ 67 ] |
| Hiệp hội phê bình phim Georgia             | Quay phim xuất sắc nhất                           | Robert Elswit             | Đề cử        | [ 66 ] [ 67 ] |
| Hiệp hội phê bình phim Georgia             | Thiết kế sản xuất xuất sắc nhất                   | David Crank               | Đề cử        | [ 66 ] [ 67 ] |
| Giải Quả cầu vàng                          | Nam diễn viên phim ca nhạc/hài xuất sắc nhất      | Joaquin Phoenix           | Đề cử        | [ 68 ]        |
| Hiệp hội phê bình phim Houston             | Phim hay nhất                                     | Inherent Vice             | Đề cử        | [ 69 ] [ 70 ] |
| Hiệp hội phê bình phim Houston             | Đạo diễn xuất sắc nhất                            | Paul Thomas Anderson      | Đề cử        | [ 69 ] [ 70 ] |
| Hiệp hội phê bình phim Houston             | Nam diễn viên phụ xuất sắc nhất                   | Josh Brolin               | Đề cử        | [ 69 ] [ 70 ] |
| Hiệp hội phê bình phim Houston             | Quay phim xuất sắc nhất                           | Robert Elswit             | Đề cử        | [ 69 ] [ 70 ] |
| Hiệp hội phê bình phim Houston             | Áp phích xuất sắc nhất                            | Inherent Vice             | Đề cử        | [ 69 ] [ 70 ] |
| Hiệp hội phê bình âm nhạc điện ảnh quốc tế | Nhạc phim gốc hay nhất                            | Jonny Greenwood           | Đề cử        | [ 71 ]        |
| Hiệp hội phê bình phim Luân Đôn            | Giải thưởng thành tựu kỹ thuật                    | Mark Bridges (trang phục) | Đề cử        | [ 72 ]        |
| Hiệp hội phê bình phim Los Angeles         | Nhạc phim hay nhất                                | Jonny Greenwood           | Đoạt giải    | [ 73 ]        |
| Ủy ban Quốc gia về Phê bình Điện ảnh       | Top 10 phim                                       | Top 10 phim               | Đoạt giải    | [ 74 ]        |
| Ủy ban Quốc gia về Phê bình Điện ảnh       | Kịch bản chuyển thể hay nhất                      | Paul Thomas Anderson      | Đoạt giải    | [ 74 ]        |
| Hiệp hội phê bình phim San Francisco       | Kịch bản chuyển thể hay nhất                      | Paul Thomas Anderson      | Đoạt giải    | [ 75 ] [ 76 ] |
| Hiệp hội phê bình phim San Francisco       | Thiết kế sản xuất xuất sắc nhất                   | David Crank               | Đề cử        | [ 75 ] [ 76 ] |
| Hiệp hội phê bình phim San Francisco       | Dựng phim xuất sắc nhất                           | Leslie Jones              | Đề cử        | [ 75 ] [ 76 ] |
| Giải Vệ Tinh                               | Nữ diễn viên phụ xuất sắc nhất                    | Katherine Waterston       | Đề cử        | [ 77 ]        |
| Giải Vệ Tinh                               | Kịch bản chuyển thể hay nhất                      | Paul Thomas Anderson      | Đề cử        | [ 77 ]        |
| Giải Vệ Tinh                               | Quay phim xuất sắc nhất                           | Robert Elswit             | Đề cử        | [ 77 ]        |
| Giải Sao Thổ                               | Phim hành động hoặc phiêu lưu hay nhất            | Inherent Vice             | Đề cử        | [ 78 ]        |
| Giải Sao Thổ                               | Nam diễn viên phụ xuất sắc nhất                   | Josh Brolin               | Đề cử        | [ 78 ]        |
| Giải USC Scripter                          | Kịch bản chuyển thể hay nhất                      | Paul Thomas Anderson      | Đề cử        | [ 79 ]        |